# 肖達克 (紐約州)
肖達克（英語：Schodack）是一個位於美國紐約州倫塞勒縣的鎮。

## 人口
根據2020年美國人口普查的數據，肖達克的面積為164.73平方千米，當中陸地面積為160.39平方千米，而水域面積為4.34平方千米。當地共有人口12965人，而人口密度為每平方千米79人。